# Liste der Naturdenkmale in Emden
Die Liste der Naturdenkmale in Emden enthält die Naturdenkmale in der Stadt Emden in Niedersachsen.
Am 31. Dezember 2017 gab es nach der Statistik des Niedersächsischen Landesbetrieb für Wasserwirtschaft, Küsten- und Naturschutz in der Stadt Emden ein Naturdenkmal im Zuständigkeitsbereich der Unteren Naturschutzbehörde.
| Bild | Bezeichnung | Ort, Lage                             | Beschreibung | Schutzzweck | Nummer       |
| ---- | ----------- | ------------------------------------- | --- | ----------- | ------------ |
| BW   | Burgallee   | Petkum (53° 20′ 1″ N, 7° 16′ 18,5″ O) | Allee aus 17 Linden und 3 Kastanien auf dem Gelände eines zu Wohnzwecken umgebauten früheren Bauernhofs am Petkumer Sieltief. |             | ND EMD 00001 |